# Euproctis sericaria
Euproctis sericaria är en fjärilsart som beskrevs av Willie Horace Thomas Tams 1924. Euproctis sericaria ingår i släktet Euproctis och familjen tofsspinnare. Inga underarter finns listade i Catalogue of Life.